# Echoisches Gedächtnis
Unter dem echoischen Gedächtnis (echoischer sensorischer Speicher) versteht man die Aufrechterhaltung der auditiven Wahrnehmung für vier bis 18 Sekunden. Der hypothetische Begriff geht auf Ulric Neisser zurück, der sich dabei auf vorausgehende Studien von George Sperling berief, und wurde später vor allem von Nelson Cowan wieder aufgegriffen.
Demnach ist davon auszugehen, dass man für jede Sinneseinheit ein sensorisches Gedächtnis hat, d. h. Reizwahrnehmungen werden unbewusst, nachdem sie beendet sind, eine kurze Zeit lang erhalten. Schwerpunkt der Forschung lag dabei bisher auf dem visuellen (ikonischen) und auditiven (echoischen) Bereich. Das echoische Gedächtnis ist mit dem ikonischen Gedächtnis vergleichbar. Es speichert mehr als normalerweise berichtet und semantisch verstanden werden kann. Man geht von 5 (4,4–6,2) Chunks aus. Diese kurzzeitig gespeicherten Informationen werden jedoch schnell durch neue Reize verdrängt.
Das echoische Gedächtnis wird zum Beispiel deutlich, wenn man ins Lesen vertieft ist und etwas gefragt wird. Oft wird zurückgefragt „Was haben Sie gesagt?“ Bevor der Satz beendet ist, erinnert man sich jedoch an die Frage und kann sie beantworten, ohne dass sie noch einmal gestellt worden ist.